# Dysstroma commanotata
Dysstroma commanotata är en fjärilsart som beskrevs av Adrian Hardy Haworth 1809. Dysstroma commanotata ingår i släktet Dysstroma och familjen mätare. Inga underarter finns listade i Catalogue of Life.